# Pedro Ponce de Cabrera
Pedro Ponce de Cabrera (m. 1248/1254), fue un ricohombre leonés, hijo de Ponce Vela de Cabrera y de su esposa Teresa Rodríguez Girón, esta última, hija de Rodrigo Gutiérrez Girón y de su primera esposa María Rodríguez de Guzmán.  De su matrimonio con  Aldonza Alfonso de León, hija ilegítima del rey Alfonso IX y de Aldonza Martínez de Silva, «...descenderá una de las más importantes familias españolas de la Baja Edad Media, los Ponce de León, tan importantes en la conquista de Andalucía donde recibirán con el tiempo el marquesado de Cádiz y el ducado de Arcos».

## Esbozo biográfico
En un documento de julio de 1202, figura como menor de edad, por lo que habrá nacido a finales del siglo XII. Importante magnate durante los reinados de Alfonso IX, de quien fue su alférez mayor, y de su sucesor, Fernando III de Castilla, en febrero de 1221 formó parte del séquito que acompañó a la infanta Leonor, hija del rey Alfonso VIII de Castilla, a la población soriana de Ágreda para su boda con el rey Jaime I de Aragón.
Participó activamente en las campañas de la reconquista del rey Fernando III en Andalucía y luchó contra los musulmanes en Sevilla, Lora del Río y Marchena.  Después de la conquista de Córdoba en 1236, fue beneficiado en el repartimiento mientras que su hijo Juan, lo fue años más tarde, en 1248, en Sevilla.
Fue sepultado en la capilla mayor del monasterio de Santa María de Nogales, fundado por sus abuelos, Vela Gutiérrez y Sancha Ponce de Cabrera, junto con su esposa.

## Matrimonio y descendencia

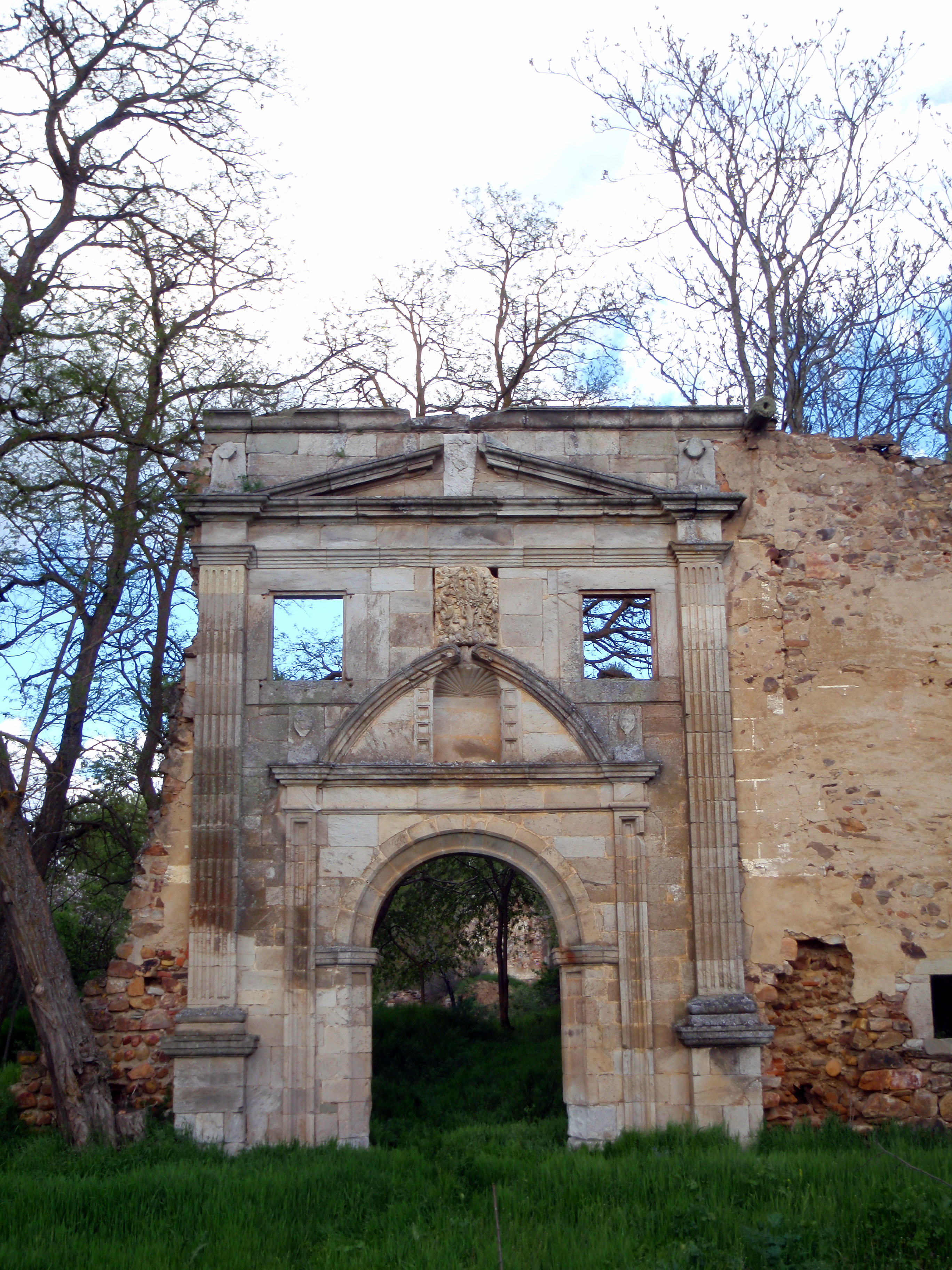
Ruinas del Monasterio de Santa María de Nogales donde fueron enterrados Pedro Ponce de Cabrera y su esposa Aldonza Alfonso de León

Ya aparece casado con Aldonza Alfonso de León el 10 de junio de 1230 cuando ambos donaron al monasterio de Santa María de Nogales la iglesia de San Pelayo de Pobladura en el valle de Aria. El 7 de octubre de 1235 otorgó una escritura por la que señalaba las arras a su esposa Aldonza. El 24 del mismo mes, el rey Fernando III de Castilla corroboró la carta de arras que incluía «la mitad de la décima parte de Melgar, Castro Calvón y Alija, y vende la otra mitad de las otras novenas partes para mulas, paños, pieles veras y armiñas, moros y cuanto debió dar en casamiento y no había dado». De este matrimonio nacieron los siguientes hijos:
- Fernán Pérez Ponce de León[7](m. Jerez de la Frontera, 1292), señor de la Puebla de Asturias, Cangas y Tineo, adelantado mayor de la frontera de Andalucía, mayordomo mayor del rey Alfonso X de Castilla y ayo de Fernando IV de Castilla;
- Ruy Pérez Ponce de León[7] (m. 1295), elegido decimoquinto maestre de la Orden de Calatrava en 1284;[1]
- Juan Pérez Ponce de León, beneficiado en el repartimiento de Sevilla en 1248.[6][7]
- Pedro Pérez Ponce de León (m. c. 1280), comendador mayor y trece de la Orden de Santiago;[1][7]
- Elvira Ponce de León[7]
- Álvaro Ponce de León[7]
- Juana Ponce de León[7]